# Засядко, Александр Дмитриевич
Алекса́ндр Дми́триевич Зася́дко (1779, Гадячский уезд — 27 мая [8 июня] 1837, Харьков) — российский офицер-артиллерист, конструктор и специалист в области ракетного дела, генерал-лейтенант.

## Биография
Родился в 1779 году в селе Лютенька Гадячского округа Полтавской губернии в семье родового казака, головного гармаша Запорожской Сечи Дмитрия Засядько. По послужному списку числился происхождением «из малороссийских дворян».
С 10-летнего возраста воспитывался в Артиллерийском и инженерном шляхетском кадетском корпусе, который окончил в 1797 году.
Из корпуса был распределён в 10-й артиллерийский батальон, дислоцировавшийся в Херсонской губернии. В его составе участвовал в Итальянском походе русской армии (1799) под командованием А. В. Суворова. Наградой молодому офицеру за этот поход стали два ордена.
Служил на линейном корабле «Святой Пётр» под командованием капитана 1-го ранга Дмитрия Сенявина, входившего в Средиземноморскою эскадру адмирала Ф. Ф. Ушакова 1799 г. Участвовал в русско-турецкой войне 1806—1812 гг., Отечественной войне 1812 года, и в заграничных походах русской армии 1813—1814 годов. К началу Отечественной войны 1812 года командовал 15-й артиллерийской бригадой.
В 1815 году А. Д. Засядко по собственной инициативе начал работы по созданию боевых пороховых ракет. Не имея на это средств, он продал своё имение под Одессой. Этот поступок произвёл большое впечатление на императора Александра I, который с того времени относился к Засядко с большим уважением, а также распорядился о финансировании его исследований и полевых испытаний ракетного оружия. К 1818 году А. Д. Засядко изобрёл боевую ракету оригинальной конструкции, сконструировал пусковой станок, позволяющий вести залповый огонь, приспособления для наведения, а также написал инструкцию по боевому применению ракетного оружия.
Разработанные им ракеты имели дальность полёта до 6000 метров (английские ракеты Конгрива — до 2700 метров, а их прообраз майсурские ракеты — до 2000). Высчитал, сколько пороха потребуется для полета такой ракеты на Луну. Построил ракетную пусковую установку, с которой можно было произвести залп сразу шестью ракетами (прообраз современных реактивных систем залпового огня).
С 1820 года руководил учебной артиллерийской бригадой, Михайловским артиллерийским училищем (первый начальник этого училища), артиллерийской лабораторией, Санкт-Петербургским арсеналом и Охтинским казённым пороховым заводом. А. Д. Засядько сам разрабатывал программу наук и ежедневных занятий в нём, написал историю артиллерии, пригласил лучших преподавателей, так умело отрегулировал учебный процесс, что вскоре он стал образцом и был реорганизован в академию. Именно в ходе работы Засядко на Охтинском заводе, в 1817 году прошли заводские испытания первые ракеты. На счету А. Д. Засядко много других важных изобретений в артиллерии.
Разработал несколько типов боевых ракет: 2-, 2,5- и 4-дюймовые ракеты фугасного и зажигательного действия (масса 5,8—16,2 кг, дальность стрельбы 1,6—2,7 км) и 1-зарядные, а затем и 6-зарядные пусковые станки к ним. Эти прообразы ракетных комплексов стали первым ракетным вооружением, принятым в 1826—1827 годах на вооружение русской армии. Ракеты генерала Засядко успешно применялись во всех войнах России до Крымской войны включительно.
В 1826 году получил от императора Николая I годичный отпуск по болезни для поправки здоровья. В 1827 году Засядко назначен начальником штаба генерал-фельдцейхмейстера великого князя Михаила Павловича; в турецкую кампанию 1828 года командовал осадной артиллерией под Браиловым и Варной. Ракеты при взятии этих крепостей сыграли решающую роль.
Чин генерал-лейтенанта получил в 1829 году. С 1834 года в отставке по расстроенному здоровью. Поселился в Харькове, в 80 верстах от которого у его жены было имение.
Умер 27 мая (8 июня) 1837 года в Харькове. По завещанию был похоронен в Куряжском монастыре, рядом с Харьковом.

## Награды
- Орден Святого Георгия IV степени
- Орден Святого Георгия III степени
- Орден Святого Владимира II степени
- Орден Святой Анны I степени и алмазных знаков к ней.
- Орден Святой Анны II степени и алмазных знаков к ней
- Орден Святого Владимира IV степени с бантом
- Орден Святого Владимира III степени
- Золотое оружие «За храбрость»
- Высочайшая благодарность

Иностранные:
- прусский орден «Pour le Mérite»

## Память
- В его честь назван кратер Засядко на обратной стороне Луны.
- В 2003 году была выпущена почтовая марка Украины, посвященная Засядко[7].
- О жизненном пути Александра Засядко рассказывается в романе Юрия Никитина «Золотая шпага».

## Семья
Был женат на племяннице А. И. Грессера Елизавете Максимовне Грессер. Их дети:
- Александр (1821—?)
- Фёдор (1829—?)
- Николай (1830—?)
- Иван (1834—1878)
- Елизавета (10.05.1837—?), в замужестве Пассек, мать Евгения Вячеславовича Пассека (1860—1912)
- Анна (1838—?)
- Дмитрий.